# أليكساندر جولي
أليكساندر جولي (بالفرنسية: Alexandre Joly)‏ هو سياسي فرنسي، ولد في 24 ديسمبر 1948 في فرنسا. حزبياً، نشط في مستقل. وقد انتخب عضو المجلس العام ‏ (2001 – ) وانتخب رئيس بلدية ‏ هويلز (18 يونيو 1995 – ).